# António Morais
José António Nuno Rodrígues de Morais (ur. 25 kwietnia 1923, zm. 2 września 1986) – portugalski lekkoatleta (sprinter), uczestnik igrzysk olimpijskich w Londynie w 1948

## Występy na igrzyskach olimpijskich
Morais  wystartował w dwóch konkurencjach na igrzyskach olimpijskich w 1948 r. Wziął udział w zmaganiach lekkoatletycznych.
Pierwszy raz wystartował na dystansie 100 m rozgrywanym 30 lipca. W jedenastym biegu eliminacyjnym zajął drugie miejsce z czasem 10,9 s. i awansował dalej. W rozgrywanym tego samego dnia ćwierćfinale w pierwszym biegu zajął ostatnie 6. miejsce tracąc do zwycięzcy 0,82 s. i tym samym zakończył rywalizację w tej konkurencji. Ponownie Morais wystartował 2 sierpnia. Tym razem wziął udział w biegu na 200 m. W trzecim biegu eliminacyjnym zajął trzecie i ostatnie miejsce z czasem 22,6 s. i co nie pozwoliło mu awansował dalej.

## Rekordy życiowe
- Bieg na 100 metrów – 10,6 s.  (1948)
- Bieg na 200 metrów – 22,1 s.  (1948)